# Buczek (powiat białogardzki)
Buczek (niem. Butzke) – wieś sołecka w Polsce położona w województwie zachodniopomorskim, w powiecie białogardzkim, w gminie Białogard. W latach 1975–1998 wieś należała do województwa koszalińskiego. W roku 2007 wieś liczyła 261 mieszkańców.
Wieś wchodząca w skład sołectwa: Zaspy Małe.

## Geografia
Wieś wielodrożnicowa, położona pomiędzy Pomianowem, a miejscowością Zaspy Małe, ok. 10 km na wschód od Białogardu.

## Nazwa
Nazwa wywodzi się od słowiańskiego antroponimu Buczek, Buszek bądź Buszko. Nazwa niemiecka Butzke oraz nazwisko rodu von Butzke są adaptacjami nazwy słowiańskiej.

## Historia

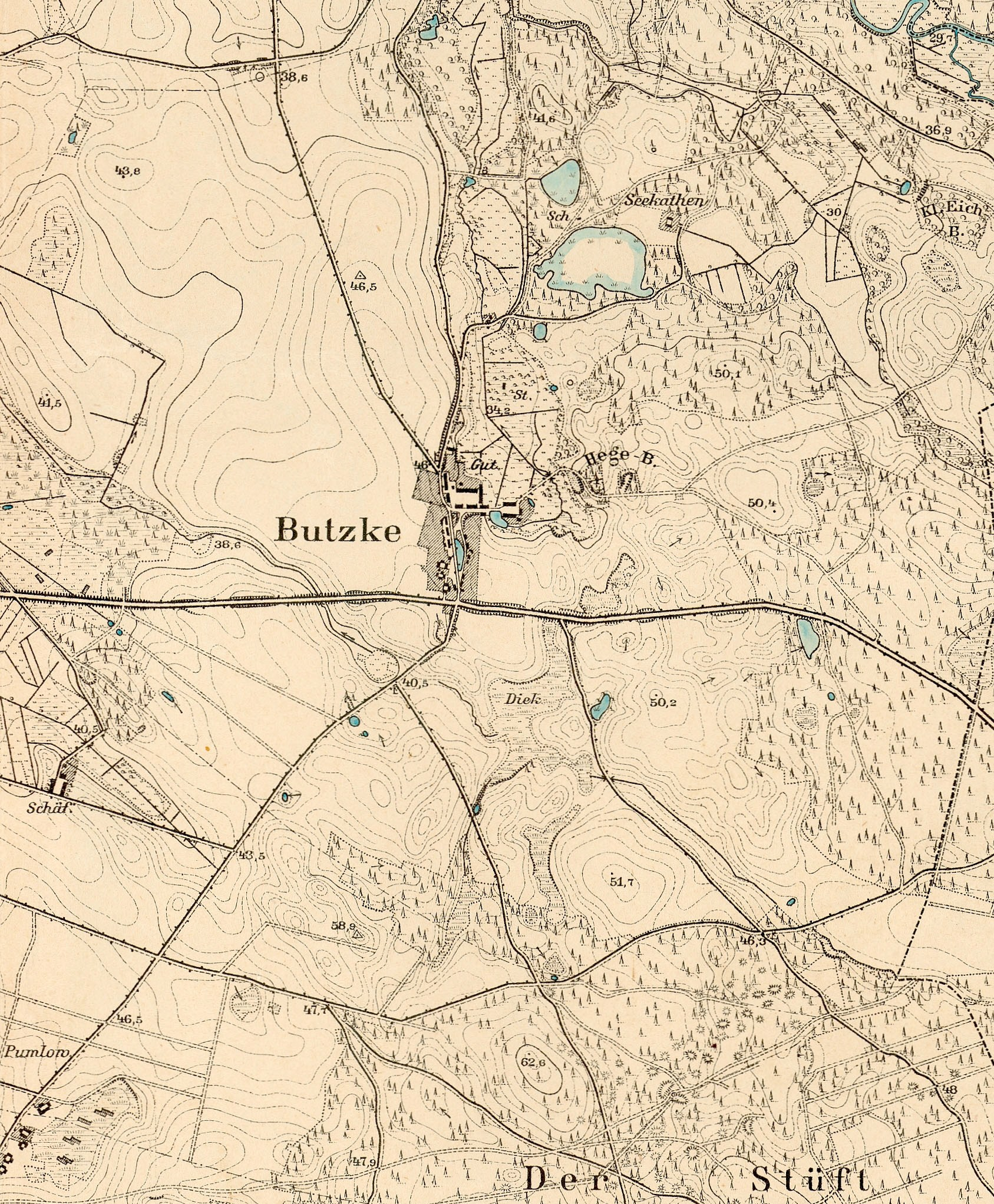
Buczek i okolice z 1891 r.

Miejscowość o metryce średniowiecznej (pierwsza wzmianka 1346) i gniazdo rycerskiego rodu, który wziął od niego swoje imię. Butzke. Majątek nadano rodzinie Butzke jako lenno w 1555 r. przez księcia Barnima IX. W XVII wieku podzielony na dwie części, z których jedna przeszła w ręce rodziny Lorenz. W drugiej połowie XVIII wieku majątek ponownie scalony przez rodzinę von Butzke i przekształcono w alodium. W 1804 r. majątek kupiła rodzina von Kleist, w 1812 r. odkupił go dzierżawca von Kleistów – Mielke, a następnie w 1828 r. Langerbeck, który wybudował dwór i zabudowania folwarczne. Od 1856 r. do końca II wojny światowej majątek był własnością rodziny Lobeck.

## Zabytki i ciekawe miejsca
- nieczynny cmentarz ewangelicki z poł. XIX wieku z zabytkowym układem przestrzennym oraz grupą świerków, bluszczem, konwalią majową, barwinkiem oraz krzewiastym okazem cisa, znajduje się na wzniesieniu koło 300 m na północ od wsi w lesie
- grodzisko wyżynne, cyplowe datowane na IX–X wiek, usytuowane na wzniesieniu o stromych zboczach otoczone z trzech stron podmokłymi łąkami z warstwą kulturową i materiałem archeologicznym. Odkryto je 2,5 km na północny wschód w widłach rzeki Radew i Chotla. Jest to przykład doskonale zachowanego osiedla obronnego Słowian z okresu wczesnego średniowiecza. Jest to obszar o wymiarach (125 × 125) m i obecnie pokryty krzewami i drzewami liściastymi
- liczne ułamki bursztynu odkryto w 1870 r. na dnie wyschniętego tam jeziora (Alte See), a w latach 1877–1878 w efekcie przeprowadzonych prac wykopaliskowych wydobyto ponad tysiąc paciorków szklanych i bursztynowych, metalowe ozdoby stroju, monety srebrne, pierścienie, przęśliki i naczynia gliniane; jezioro to było uznawane jako miejsce składania depozytów o znaczeniu religijnym manifestujące świętość wody jako źródła życia

## Gospodarka
Rolnicy ze wsi specjalizują się w hodowli trzody chlewnej.
Na rzece Chotla uprawiana jest hodowla pstrąga.

## Przyroda
W okolicy wsi znajdują się liczne torfowiska niskie.

## Kultura i sport
W miejscowości znajduje się świetlica wiejska oraz boisko sportowe.
Ludowy Zespół Sportowy we wsi to „Morena” Buczek, należący do Gminnego Zrzeszenia LZS.